# NGC 2413
NGC 2413 est un amas ouvert, situé dans la constellation de la  Poupe. Il a été découvert par l'astronome germano-britannique William Herschel en 1786.
Certains sont d'avis que NGC 2413 n'est pas un réel amas ouvert, mais plutôt un regroupement constitué de deux groupes d'étoiles non liées et dispersées au nord et au sud d'une étoile «centrale» plus brillante. 
NGC 2413 est à environ 440 pc (∼1 440 al) du système solaire et les dernières estimations donnent un âge de 288 millions d'années.